# Konsum Seifenwerk Riesa
Das Konsum Seifenwerk Riesa, auch Konsum Seifenfabrik Riesa, war das zentrale Unternehmen zur Seifenherstellung in der Deutschen Demokratischen Republik.

## Geschichte
Nach zwei vergeblichen Anläufen in Aken (Elbe) und Zerbst/Anhalt begann die Großeinkaufs-Gesellschaft Deutscher Consumvereine (GEG) am 3. Mai 1909 in Riesa-Gröba mit dem Bau einer Fabrik für die Seifenherstellung. Im Folgejahr war die GEG Seifenfabrik Riesa-Gröba die erste große Produktionsstätte der GEG. Sie war das Sinnbild für Eigenproduktion der Konsumgenossenschaften und als Abwehrmaßnahme gegen Monopolansprüche der Markenindustrie vorgesehen. Sie versorgte die sozialistischen Konsumgenossenschaften und die Roten Konsumgenossenschaften der Hamburger Richtung im Deutschen Reich unter dem Markenzeichen GEG mit Waschmitteln und Seife.
Während des Ersten Weltkriegs wurde in Gröba von 1914 bis 1918 Kriegsseife hergestellt. In der Weimarer Republik erlebten die Genossenschaften eine zweite Blüte und behaupteten sich gegen die Deutsche Inflation 1914 bis 1923 und die Weltwirtschaftskrise ab 1929. Nach der Machtergreifung der Nationalsozialisten wurde die GEG am 14. August 1933 umfirmiert in Reichsbund der deutschen Verbrauchergenossenschaften GmbH. Das Gemeinschaftswerk der Deutschen Arbeitsfront (GW) übernahm aufgrund der Verordnung zur Anpassung der verbrauchergenossenschaftlichen Einrichtungen an die kriegswirtschaftlichen Verhältnisse vom 18. Februar 1941 am 1. April den Geschäftsbetrieb der ehemaligen Konsumgenossenschaften und ihrer Großeinkaufsgesellschaften.
Nach Ende des Zweiten Weltkriegs wurde noch 1945 die Herstellung von Seife wieder aufgenommen. Nachdem am 18. Dezember 1945 durch den Befehl Nr. 176 der Sowjetischen Militäradministration (SMAD) die Wiederherstellung der Konsum-Genossenschaften in der Sowjetischen Besatzungszone genehmigt worden war, wurde das Seifenwerk als konsumgenossenschaftliche Fabrik wiederhergestellt. Neben Seife wurde Waschmittel wie das Schnellwaschmittel RIP produziert. 1954 wurde in Gröba die Produktion von Feinseife wieder aufgenommen.

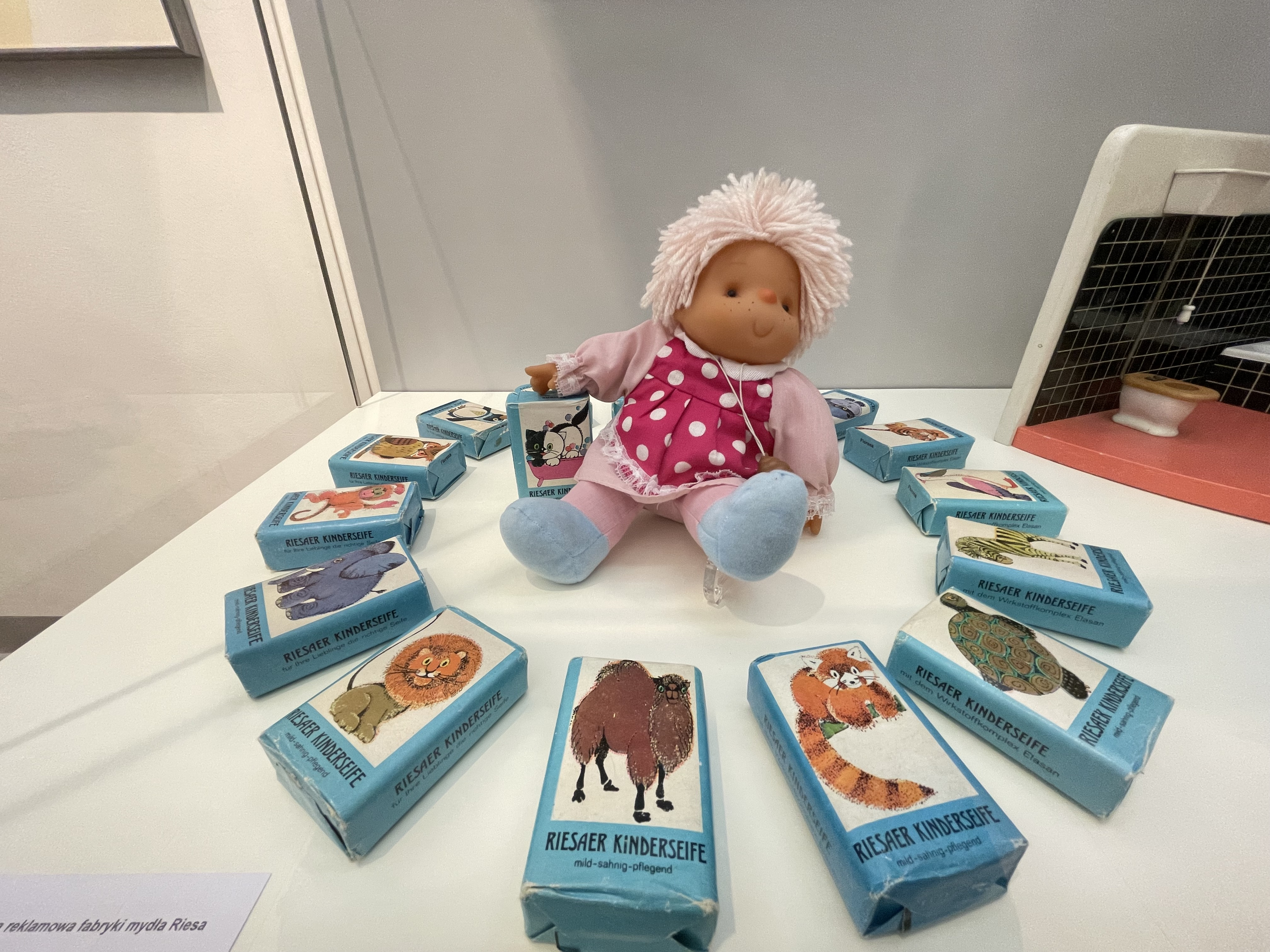
Riesaer Seifenzoo aus dem Sammlungsbestand des Europ; Flakonglasmuseums, Kleintettau

Seit 1968 gab es die Riesaer Tag-und-Nacht-Waschkatze (auch „Seifen-Katze“) als Logo. Die Katze stand als Sinnbild für höchste Reinlichkeit für höchste Qualitätsansprüche. Nach Beschlüssen der DDR-Regierung in den 1950er Jahren wurde die Seifenproduktion der DDR 1960 im Konsum Seifenwerk Riesa zusammengefasst. Anfang der 1970er Jahre wurde die Herstellung von Waschmittel aufgegeben und in Gröba nur noch Seife hergestellt. Im Jahr 1985 wurde ein Drittel der Produktion exportiert. 1986 wurde in Gröba 80 % des Seifenbedarfs der DDR hergestellt. In den 1980er Jahren war das Konsum Seifenwerk Riesa in der DDR alleiniger Hersteller von Kernseife. Sie wurde unter anderem unter dem Namen lily als „Schönheitsseife mit Protein“ vermarktet. Ein besonders gestaltetes Produkt war die Riesaer Kinderseife mit Tiermotiven. Es gab 16 verschieden illustrierte Verpackungen: Affe, Elefant, Uhu, Giraffe, Kamel, Känguru, Löwe, Nilpferd, Papagei, Pelikan, Pinguin, Schildkröte, Tiger, Waschbär, Zebra und die schwarz-weiße Riesaer Seifenkatze. Der Riesaer Seifenzoo wurde mit drei Werbefiguren beworben, einem Fuchs und zwei Puppen in hellblau und rosa gestreiften Anzügen. Weitere Seifenmarken waren Patinett de luxe, Reseda, Kölnisch Wasser, EdC Seife, Nautik, Milder Schaum, Rose von Florenz, Gelb & Grün mit Lanolin, Interhotel, Lavendel, Feine Milde Kinderseife Sonderqualität, Pinguin Feine Toilette Seife, Roccy, Lilienmilch, Karibik, Meißen, Luxus Fichtennadel Badeseife, Riwal, Soana, Elana und riana.
Nach der Wiedervereinigung Deutschlands wurde das Konsum Seifenwerk Riesa in eine GmbH umgewandelt. Im Folgejahr stellte die GmbH jedoch den Geschäftsbetrieb ein. Das Unternehmen M. Kappus aus Offenbach übernahm Teile des Betriebs, 1992 war Produktionsbeginn der Kappus Seifen GmbH & Co. KG Riesa. In Riesa wurden dann vor allem Flüssigseife, Körperlotionen, Gels und Duschbäder hergestellt. 1998 wurde eine spezielle Schwimmseife patentiert.
Im September 2018 stellte Kappus einen Insolvenzantrag. Die Standorte, darunter Riesa, wurden von Insolvenzverwalter Franz-Ludwig Danko fortgeführt. 2020 übernahm die Investorengruppe Ad_Astra Beteiligungs GmbH die Standorte Riesa und Heitersheim und führte den Betrieb als KAPPUS GmbH weiter. Ende März 2023 wurde bekannt, dass das Seifenwerk in Riesa zum Jahresende 2023 geschlossen wird, da sich kein Käufer gefunden habe. Damit verloren die letzten ca. 70 Mitarbeiter ihren Arbeitsplatz.